# Zsombor Garát
Zsombor Garát (ungarisch Garát Zsombor; * 27. Juli 1997 in Budapest) ist ein ungarischer Eishockeyspieler, der seit 2017 erneut bei Budapest Jégkorong Akadémia HC unter Vertrag steht und mit dem Klub in der Ersten Liga spielt. Seine Ehefrau Fanni ist ebenfalls ungarische Nationalspielerin.

## Karriere
Zsombor Garát begann seine Karriere im Nachwuchsbereich von MAC Budapest in seiner Geburtsstadt. 2014 wechselte er über den Großen Teich zu den Boston junior Bandits in die Eastern Hockey League. Nach einem Jahr zog er weiter zu dem Seacoast Spartans aus New Hampshire. Nachdem er im Frühjahr 2016 zu MAC Budapest zurückgekehrt wo, wo er in der Erste Bank Young Stars League antrat, verachte er die Spielzeit 2016/17 wieder in den Vereinigten Staaten und spielte mit den Austin Bruins in der North American Hockey League. Anschließend kehrte er erneut zu MAC Budapest zurück. Für den ungarischen Hauptstadtklub spielte er zunächst in der multinationalen Erste Liga und dann von 2018 bis 2020 in der slowakischen Extraliga. 2020 kehrte er mit dem Klub (zunächst in einer Spielgemeinschaft mit KMH Budapest) in die Erste Liga zurück. 2018 gewann er mit MAC die Erste Liga und die ungarische Meisterschaft.

### International
Für Ungarn spielte Garát im Juniorenbereich bereits in der U16-Auswahl international. Er nahm an den Turnieren der U18-Weltmeisterschaften 2013 in der Division II sowie 2014 und 2015 in der Division I teil. Mit der U20-Auswahl nahm er an den Weltmeisterschaften 2014 und 2016 in der Division II sowie 2015 und 2017 in der Division I teil.
Bei der Weltmeisterschaft der Top-Division 2016 spielte er sein erstes großes Turnier für die ungarische Herren-Mannschaft. Die Magyaren verpassten jedoch den Klassenerhalt und so spielte er 2017, 2018 und 2022, als der Wiederaufstieg gelang, in der Division I. Zudem vertrat er seine Farben bei der Olympiaqualifikation für die Winterspiele in Peking 2022, bei der sich die Ungarn in der dritten Vorqualifikationsrunde im englischen Nottingham nach Siegen über Estland (4:1) und Rumänien (3:2 nach Verlängerung) überraschend auch gegen die damals in der Top-Division spielenden Briten (4:1) durchsetzen konnten und so die Qualifikationsendrunde erreichten, in der Garát mit seiner Mannschaft im August 2021 im lettischen Riga auf die Gastgeber (0:9), Frankreich (3:5) und Italien (2:1) trafen und den dritten Platz belegten.

## Erfolge und Auszeichnungen
- 2013 Aufstieg in die Division I, Gruppe B, bei der U18-Weltmeisterschaft der Division II, Gruppe A
- 2014 Aufstieg in die Division I, Gruppe A, bei der U18-Weltmeisterschaft der Division I, Gruppe B
- 2014 Aufstieg in die Division I, Gruppe B, bei der U20-Weltmeisterschaft der Division II, Gruppe A
- 2016 Aufstieg in die Division I, Gruppe B, bei der U20-Weltmeisterschaft der Division II, Gruppe A
- 2017 Aufstieg in die Division I, Gruppe A, bei der U20-Weltmeisterschaft der Division I, Gruppe B
- 2018 Gewinn der Erste Liga mit MAC Budapest
- 2018 Ungarischer Meister mit MAC Budapest
- 2022 Aufstieg in die Top-Division bei der Weltmeisterschaft der Division I, Gruppe A

## Statistik
(Stand: Ende der Saison 2022/23)